# Logan Stieber
Logan Jeffery Stieber, ps. Logie Bear (ur. 24 stycznia 1991) – amerykański zapaśnik startujący w stylu wolnym, złoty medalista mistrzostw świata w 2016, mistrz panamerykański w 2018 i trzeci w 2017, pierwszy w Pucharze Świata w 2018 i drugi w 2017, wicemistrz świata juniorów z 2011.
Zawodnik Monroeville High School z Monroeville i Uniwersytetu Stanu Ohio. Cztery razy All-American (2012–2015) w NCAA Division I. Taki wynik osiągnęło jeszcze trzech dwóch zawodników: Cael Sanderson, Kyle Dake i Pat Smith. Outstanding Wrestler w 2015.